# Ceramiche Refin (equipo ciclista)
Ceramiche Refin (código UCI: REF), fue un equipo ciclista italiano que corrió en las temporadas 1995-1997.

El patrocinador principal fue desde 1995 hasta 1997 Ceramiche Refin, una empresa de cerámica con sede en Salvaterra (Casalgrande).

## Historia del equipo

### Refin-Cantina Tollo
El equipo fue fundado en 1995 como Refin-Cantina Tollo por iniciativa del mánager Primo Franchini que abandona el team Brescialat - Ceramiche Refin para fundar un nuevo equipo, llevándose con él a cuatro corredores del Brescialat (Felice Puttini, Fabio Roscioli, Roberto Pelliconi y Heinz Imboden).
El primer año participó en el Giro de Italia donde Heinz Imboden terminó 8.º en la clasificación general.

### Refin-Mobilvetta
En 1996, Refin-Mobilvetta contrata Djamolidine Abdoujaparov con la esperanza de ganar un gran número de carreras aprovechando sus características como velocista, junto con las de Andreas Kappes, ya miembro del equipo.
El equipo, después de un buen 1996, se inscribe regularmente en el Tour de Francia, donde obtiene un buen resultado, ganando la 15.ª etapa gracias a Abdoujaparov.
En 1997, el team se apoya en un equipo renovado con Stefano Colagè y Marco Lietti que completan una plantilla muy joven. El equipo participa por última vez en el Giro de Italia y en la Vuelta a España.
A finales de ese año, el patrocinador Refin se retira y se funda el equipo Mobilvetta Design que no puede ser visto como una continuación del team anterior porque tiene otros líderes de equipo, otra bicicleta y solo el ciclista Luigi Della Bianca.

## Palmarés destacado

### Grandes Vueltas
- Giro de Italia
  - 1995
  - 1996: 1 etapa ⇒ Rodolfo Massi
  - 1997
  - 1 etapa
- Tour de Francia
  - 1996: 1 etapa ⇒ Djamolidine Abdoujaparov
  - 1 etapa
- Vuelta a España
  - 1997
  - 0 etapas

## Principales corredores
| Ciclista                 | Años      |
| Johan Capiot             | 1995      |
| Jo Planckaert            | 1996      |
| Heinz Imboden            | 1995-1996 |
| Felice Puttini           | 1995-1997 |
| Andreas Kappes           | 1995-1996 |
| Tobias Steinhauser       | 1996-1997 |
| Djamolidine Abdoujaparov | 1996      |
| Serguei Uslamine         | 1995-1997 |
| Asiat Saitov             | 1996      |
| Rodolfo Massi            | 1995-1996 |
| Leonardo Piepoli         | 1995-1997 |
| Stefano Colagè           | 1996-1997 |
| Luca Mazzanti            | 1997      |
| Fabio Roscioli           | 1995-1996 |
| Marco Lietti             | 1997      |
| Mauro Bettin             | 1996-1997 |